# Kazakstans Billie Jean King Cup-lag
 Kazakstans Billie Jean King Cup-lag representerar Kazakstan i tennisturneringen Billie Jean King Cup, och kontrolleras av Kazakstans tennisförbund. 

## Historik
Kazakstan deltog första gången 1995. Bästa resultat är fjädeplatsen i Asien-Oceaniengruppens Grupp I 2011.